# Povestea unui polițist (film)
Povestea unui polițist (titlul original: în franceză Flic Story) este un film dramatic de crimă de coproducție franco-italiană, realizat în 1975 de regizorul Jacques Deray, după romanul omonim autobiografic al ex-polițistului Roger Borniche, protagoniști fiind actorii Alain Delon, Jean-Louis Trintignant, Renato Salvatori și Claudine Auger.
Filmul redă povestea criminalului francez Émile Buisson, executat în 1956.

## Rezumat
Franța 1947. Inspectorul Sûreté Roger Borniche i se încredințează cazul criminalului nemilos, care tocmai a evadat din închisoare, Émile Buisson, pentru a cărui capturare i se promite mult așteptata promovare la funcția de inspector șef.
Deși el, alături de fidelii săi colegi de secție, își folosește toată energia în investigații, nu va putea preveni o serie lungă de jafuri și crime, până când Buisson ajunge să fie capturat datorită informațiilor decisive de la un informator și condamnat la ghilotină.

## Distribuție
- Alain Delon – inspectorul Roger Borniche
- Jean-Louis Trintignant – Emile Buisson
- Renato Salvatori – Mario italianul
- Adolfo Lastretti – Jeannot
- Claudine Auger – Catherine
- Maurice Biraud – patronul hotelului Saint-Appoline
- André Pousse – Jean-Baptiste Buisson
- Mario David – Raymond Pelletier
- Paul Crauchet – Paul Robier
- Denis Manuel – inspectorul Lucien Darros
- Marco Perrin – comisarul Vieuchene
- Henri Guybet – Hidoine
- Maurice Barrier – René Bollec
- Giampiero Albertini – Marcel
- Françoise Dorner – Suzanne Bollec
- William Sabatier – Ange
- Rossana Di Lorenzo – Marie
- Frédérique Meininger – Mado
- Catherine Lachens – Jenny
- Christine Boisson – Jocelyne
- Jacques Marin – proprietarul hanului din Saint-Rémy-lès-Chevreuse

## Literatură
- Borniche, Roger, Povestea unui polițist, tradus de Alina Ledeanu, București, 1982: Editura Univers, Colecția Enigma, 288 pag.;